# Народна скупштина Србије (19 – 23. септембар 1885)
Ванредни сазив Народне скупштине за 1885. био је одржан у Нишу од 19. до 23. септембра 1885.

## Скупштина у Нишу 1885.
Дана 1. септембра 1885. извршен је т. зв. „Пловдивски преврат" којим је бугарски Кнез Батемберг заједно са бугарским политичарима извршио уједињење Бугарске и Источне Румелије. Тај чин извршен је упркос постојећих међународних уговора a значио је снажење Бугарске, чиме је равнотежа балканских земаља била знатно поремећена. Краљ Милан, желећи да очува постојећу равнотежу, сматрао је да се то, y крајњем случају, може постићи ратом. 9. септембра војска је стављена y ванредно стање; другим указом обустављене су одредбе чл. 32 Устава (слобода говора и писања); трећим указом сазвана је ванредна сесија Народне скупштине за 19. септембар y Нишу.
Заказаног дана Народна скупштина састала се и конституисала, са часништвам из прошлог сазива. 20. септембра отворен је сазив Беседом, која се бавила искључиво однсима са Бугарском и истицала значај поремећености равнотеже и повреде Берлинског уговора од стране Бугарске. Адреса је тражила статус кво анте. Скупштинска Адреса усвајала је мере које су предузете и наглашавала да „народ српски не може равнодушно гледати како се руши основ данашњег положаја међу балканским народима".
Скупштина је, сем тога, изабрала један велики одбор коме је стављено y дужност да прегледа све законске предлоге које је влада припремила да не би била неприправна за случај рата. За председника одбора изабран је Милан Пироћанац. Сви предлози овога одбора отримљени су акламацијом. 23. септембра скупштинске седнице су закључене читањем Краљевог указа.
У овоме ванредном сазиву донесени су следећи закони: закон о пуштању y течај ситног бакарног новца; закон о државном зајму; закон о монополу дувана; закон о настањивању војске; закон о набавци војених потреба новцем за време рата и ратног спремања; ** закона о Народној банци; закон о послузи војске; војни кривични закон; измене, допуне и додаци првом делу војносудског закона из 1864. године; закон о допунама и додацима закона о устројству војске.
Српско-бугарски рат који је наступио после доношења ових скупштинских одлука, завршен је повраћајем y стање које му је претходило, што је y исто време значило и неуспех политике Краља Милана. Стање y земљи после свршеног рата било је тешко, тако да је Краљ Милан нашао за потребно да амнестира све радикалне прваке осуђене због Тимочке буне, који су се налазили на издржавању казне y појединим казаматима, изузевши оних који су се, као Никола Пашић и Аца Станојевић, налазили y иностранству и били осуђени in contu-matiam. Краљ Милан је после тога покушао да оствари сарадњу између радикала и напредњака, али се та сарадња показала као немогућа. Супротно томе, била је могућа сарадња Народне радикалне и Либералне странке, о чему је био направљен и један формалан уговор између главних представника тих странака. Влада Милутина Гарашанииа нашла је за потребно да при таквом стању ствари консултује бирачко тело. Ради тога је изашао 24. марта 1886. указ којим је Народна скупштина, изабрана 25. јануара 1884, била раопуштена, с тим да се нови избори изврше 26. априла 1886.